# Метода родослова
Родословно стабло представља приказ једне фенотипске особине код већег броја особа у крвном сродству, у низу генерација. 
У њима се најчешће прати једна особина која се испољава у два алтернативна облика : 
- нормалан и
- ненормалан фенотип.

Фенотип одређују гени смештени на аутозомним или полним хромозомима који могу да мутирају (доминантна или рецесивна мутација) тако да се разликују следећи облици наслеђивања:
- аутозомно-доминантно наслеђивање
- аутозомно-рецесивно наслеђивање
- наслеђивање везано за Х хромозом које може да буде:
  - рецесивно везано за Х или
  - доминантно везано за Х хромозом
- наслеђивање везано за Y хромозом (холандрично наслеђивање)

## Правила и симболи родослова
Да би се конструисао родослов постоје утврђена правила и симболи :
- здрава жена обележава се симболом празног круга, а оболела пуним кругом; жена која је хетерозиготни преносилац кругом са тачком у средини или кругом у коме је половина затамњена;
- здрав мушкарац обележава се празним квадратићем , а остало је исто као за жену само што је симбол квадрат, а не круг;
- родитељски пар повезан је једном хоризонталном (брачном) линијом; брак у сродству означен је са две линије;
- Испод родитељске генерације уносе се потомци F1 генерације и обележавају се редним бројевима према редоследу рађања и повезани су међусобно хоризонталном линијом; један хоризонталан низ особа чини једну генерацију и обележен је римским бројем, при чему најстарија генерација (родитељска) носи број I
- анализом родословног стабла могуће је утврдити тип наслеђивања (аутозомно – доминантно или рецесивно, везано за X – доминантно или рецесивно, холандрично)
- При конструкцији родословног стабла увек се полази од особе која се јавила на преглед (пробанд или пропозитус)
- монозиготни и дизиготни близанци се обележавају повезаним симболима за пол;
- умрле особе се обележавају прецртаним симболом за пол, а мртворођено дете симболом за пол у коме је уписан крст.

## Анализа родослова
Анализом родослова могуће је утврдити са сигурношћу или са одређеном вероватноћом:
- да ли обољење представља последицу доминантне или рецесивне мутације и
- да ли се та мутација налази на аутозомом или полном хромозому.

Ако је једнак број оболелих женских и мушких особа онда је у питању аутозомно наслеђивање. Када је више оболелих мушких особа онда је рецесивно, а ако је више оболелих женских особа онда је доминантно наслеђивање везано за X хромозом.
Пошто смо утврдили да се ради о аутозомном наслеђивању, онда пратимо следеће правилности :
- здрави родитељи у некој од посматраних генерација дају болесне потомке – ради се о рецесивном наслеђивању; родитељи су хетерозиготни преносиоци рецесивног мутираног алела (рецесиван мутирани алел обележен је са а*, док се генотип схематски представља са Аа*)
- оболели родитељи имају и здраву и болесну децу – доминантно наслеђивање; родитељи су хетерозиготи (А*а)
- један родитељ је здрав, а други је болестан и имају само оболелу децу – то је онда доминантно наслеђивање; оболели родитељ је доминантни хомозиготи (А*А*)
- један родитељ је здрав, а други је оболео и имају само здраву децу – у питању је рецесивно наслеђивање; генотип болесног је а*а*, а здравог родитеља АА па су деца хетерозиготни преносиоци Аа*
- један родитељ је здрав, а други је оболео и имају и здраву и оболелу децу, ту се са сигурношћу не може утврдити да ли је у питању доминантно или рецесивно; било да се ради о једном или другом типу наслеђивања увек је један родитељ хетерозигот (А*а или Аа*), а други је рецесиван хомозигот (аа или а*а*) при чему и за један и за други тип наслеђивања је фенотипски однос у F1 генерацији 50% : 50% (здрав : болестан);
- за аутозомно наслеђивање није битан пол оболеле или здраве особе

Наслеђивање везано за X хромозом анализира се по одређеним правилностима :
- веома је важан пол оболеле особе;
- оболела мајка и здрав отац дају оболеле синове у случају рецесивног наслеђивања;
- оба родитеља здрава и имају болесне синове говори о рецесивном наслеђивању; мајка је у том случају хетерозиготни преносилац (X*X, при чему је са Х* означен хромозом који носи мутацију за обољење, а са Х здрав хромозом без мутације)
- болестан отац и здрава мајка имају само здраву децу, у питању је рецесивно наслеђивање; мајка је у том случају хомозигот (XX)
- кћер оболелу од рецесивног обољења могу имати : оба родитеља оболела или болестан отац и здрава мајка која је хетерозиготни преносилац (X*X)